# Talento Bilingüe de Houston
Pour les articles homonymes, voir TBH et Talento.

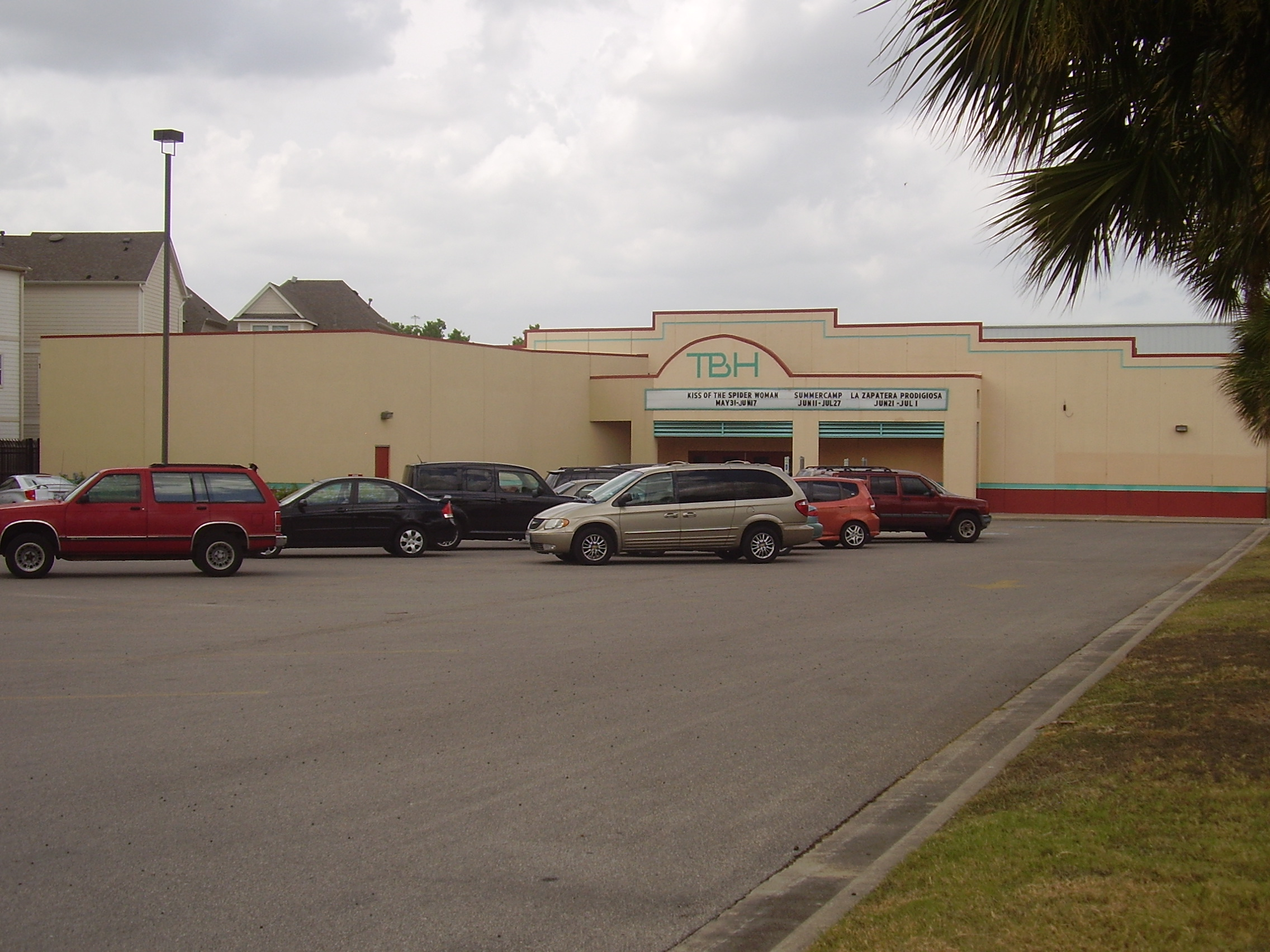
Le TBH

Le Talento Bilingüe de Houston (TBH) est un théâtre bilingue anglais-espagnol situé à Houston.
Le TBH fut fondé en 1977 sous le nom Teatro Español de Houston par Arnold Mercado, mais il dut ensuite changer ce nom susceptible de le priver de subventions de la part du gouvernement américain. Une des premières productions du théâtre fut Des souris et des hommes de John Steinbeck, où les ouvriers saisonniers parlaient en espagnol tandis que les fermiers et les locaux parlaient en anglais.
En 2010, un de ses spectacles fut élu meilleure production bilingue par le Houston Press.
Depuis 2002, le TBH se conçoit davantage comme un centre culturel latino-américain.
Le TBH accueille aussi une troupe amateure qui joue en français, Et Voilà Théâtre.